# Adesão dos Estados Unidos a organizações intergovernamentais
Os Estados Unidos da América é Estado-membro das seguintes organizações internacionais:
- Banco Asiático de Desenvolvimento (desde 1966)
- Cooperação Econômica Ásia-Pacífico (APEC)
- Associação de Nações do Sudeste Asiático (ASEAN)
- Grupo Austrália
- Banco de Compensações Internacionais
- Organização de Cooperação Econômica do Mar Negro (CEMN)
- Plano Colombo
- Conselho da Europa (Membro-observador)
- Grupo dos Cinco (G5)
- Grupo dos Sete (G7)
- Grupo dos Oito (G8)
- Grupo dos Dez (G10)
- G20
- Organização Europeia para a Pesquisa Nuclear (CERN)
- Agência Internacional de Energia Atômica (AIEA)
- Fundo Monetário Internacional (FMI)
- Banco Mundial
- Organização Mundial do Comércio
- Banco Internacional para Reconstrução e Desenvolvimento (BIRD)
- Organização das Nações Unidas
  - Conselho de Segurança das Nações Unidas
  - Conferência das Nações Unidas sobre Comércio e Desenvolvimento (UNCTAD)
  - Organização das Nações Unidas para a Educação, a Ciência e a Cultura (UNESCO)
  - Organização Mundial da Propriedade Intelectual (OMPI)
  - Alto Comissariado das Nações Unidas para os Refugiados (ACNUR)
  - Missão de Observação das Nações Unidas na Geórgia
  - Missão das Nações Unidas para a estabilização no Haiti (MINUSTAH)